# والتر يو
والتر إرنست أونيل يو (20 أكتوبر 1890 - ديسمبر 1960) كان بحارًا إنكليزيًا وقد شارك في الحرب العالمية الأولى ، ويعتقد أنه كان من أوائل الأشخاص الذين استفادوا من الجراحة التجميلية المتقدمة التي تعرف أيضا تحت اسم ترقيع الجلد.